# Honesty
"Honesty" (em português: "Honestidade") é uma canção do músico Billy Joel lançada em 1979 e o terceiro single do álbum 52nd Street
A canção ocupou a #24 na tabela Billboard Hot 100, tornando-se a terceira faixa consecutiva do álbum a estar no top 40 hit.
A banda Rush faz alusão a canção na faixa "The Spirit of Radio". O vocalista Geddy Lee canta a letra "Of your honesty, yeah your honesty" com sotaque de Nova Iorque, referenciando as fortes raízes de Joel da cidade.

## Faixas
1. "Honesty"
2. "Root Beer Rag"

## Posição em tabelas musicais
| Tabelas musicais (1979)                        | Melhor posição |
| ---------------------------------------------- | -------------- |
| Países Baixos - Dutch Top 40                   | 28             |
| Japão - Oricon Top Singles                     | 53             |
| Estados Unidos - Billboard Hot 100             | 24             |
| Estados Unidos - Hot Adult Contemporary Tracks | 9              |

## Versão de Beyoncé Knowles
Beyoncé regravou a música em 2008, para a coletânea musical do grupo Destiny's Child, Love Destiny, e no terceiro  álbum solo I Am... Sasha Fierce Platinum Edition. A música chegou ao seu auge na Coreia do Sul onde vendeu mais de 778.000 downloads em 2010.

### Desempenho
| Tabelas musicais (2010)          | Melhor posição |
| -------------------------------- | -------------- |
| Coreia do Sul - Gaon Music Chart | 2              |
| Japão - Japan Hot 100 Singles    | 79             |